# 谢国仪
谢国仪（1907年12月—2000年5月24日），江西兴国县人，中国人民解放军少将。

## 生平

### 民国时期
1928年参加赣南起义。1930年参加中国工农红军。1933年加入中国共产党。曾任红四军特务营班长、兴国县西江村自卫队队长、红三军团第6师16团连长。1933年入彭杨步兵学校学习。后任红3军团第4师11团连长。参加了中央苏区第一次至第五次反围剿战争。1934年10月随中央红军主力长征。到陕北后，任红军前敌总指挥部特务团营长，中央军委警卫营营长。抗日战争时期，任抗日军政大学学员、抗日军政大学第二分校直属支队支队长，晋察冀军区第四军分区第5团副团长、团长，第五军分区广灵游击支队支队长。参加了北岳区反扫荡，开辟雁北、广灵抗日根据地斗争和晋察冀军区1945年对日伪军攻势作战和大反攻。第二次国共内战时期，任冀中军区第十军分区副司令员、司令员，平南军分区司令员。先后参加胜芳保卫战、正太、石家庄、平津战役战斗。

### 人民共和国时期
中华人民共和国成立后，任河北省军区天津军分区司令员，河北军区编练指挥部司令员，华北军区补充团集训指挥部部长，北京军区司令部动员处处长。1961年4月—1967年5月，担任山西省军区副司令员等职。1964年，授中国人民解放军少将。曾获二级八一勋章、二级独立自由勋章、二级解放勋章。1988年获一级红星功勋荣誉章。2000年5月24日在太原逝世。